# Gilbert Declercq (homme politique)
Pour les articles homonymes, voir Gilbert Declercq et Declercq.
Gilbert Declercq, né le 15 août 1896 à Halluin dans le Nord et mort le 26 septembre 1944 aux environs de Nîmes, dans le Gard, est un syndicaliste, homme politique et résistant français.

## Biographie
Issu d'une famille très modeste de cinq enfants, il milite dès son plus jeune âge, devenant, à 15 ans, secrétaire des Jeunesses socialistes locales. Il est trop jeune pour être mobilisé en 1914, mais il est réquisitionné par les troupes allemandes comme travailleur forcé.
Il devient ensuite ouvrier tisserand, militant syndical et secrétaire régional de la CGTU. Devenu adjoint au maire d'Halluin à l'issue des élections municipales de 1925, sous l'étiquette du Parti communiste dont il est membre depuis 1923, il est révoqué de ses fonctions en 1926 et redevient simple conseiller municipal. En 1927, il retrouve son poste d'adjoint jusqu'en 1935, année où il devient maire d'Halluin. D'une inlassable activité, il crée de très nombreuses associations ouvrières, culturelles ou sportives.
En 1932, il se présente pour la première fois aux élections législatives, mais il est battu par le député sortant, membre de la conservatrice Fédération républicaine. Il est finalement élu en 1936 lors de la victoire du Front populaire, contre un candidat de Rassemblement des gauches. Il entre au bureau de la Fédération communiste cette même année.
En 1939, il rompt avec le Parti communiste à la suite de la signature du Pacte germano-soviétique, et fonde l'Union populaire française avec plusieurs de ses camarades. De ce fait, il ne sera pas concerné par la révocation des députés communistes quelques mois plus tard, mais l'attitude hostile de militants communistes locaux demeurés fidèles au parti l'oblige à fuir momentanément la région et à s'établir en Touraine.
Comme la majorité de ses collègues, il vote en faveur de la remise des pleins pouvoirs au Maréchal Pétain le 10 juillet 1940, mais s'engage très tôt dans la Résistance et participe aux combats pour la libération du territoire national. Officiellement, mais le rôle des FTP locaux a été évoqué, il est arrêté par les Allemands le 25 septembre dans la région de Nîmes, et vraisemblablement exécuté dans des circonstances encore non élucidées. Il est déclaré Mort pour la France en 1948. Son nom est inscrit sur le monument aux morts de sa ville natale.

### Source partielle
- « Gilbert Declercq (homme politique) », dans le Dictionnaire des parlementaires français (1889-1940), sous la direction de Jean Jolly, PUF, 1960 [détail de l’édition]